# Sukang
Sukang (malaiisch Mukim Sukang) ist ein Mukim oder Verwaltungsbezirk des Daerah Belait von Brunei. Er hat 169 Einwohner (Stand: 2016). Der Mukim ist nach dem gleichnamigen Dorf Kampong Sukang benannt. Daneben gibt es noch die Siedlung Sukang Hilir (⊙).

## Geographie

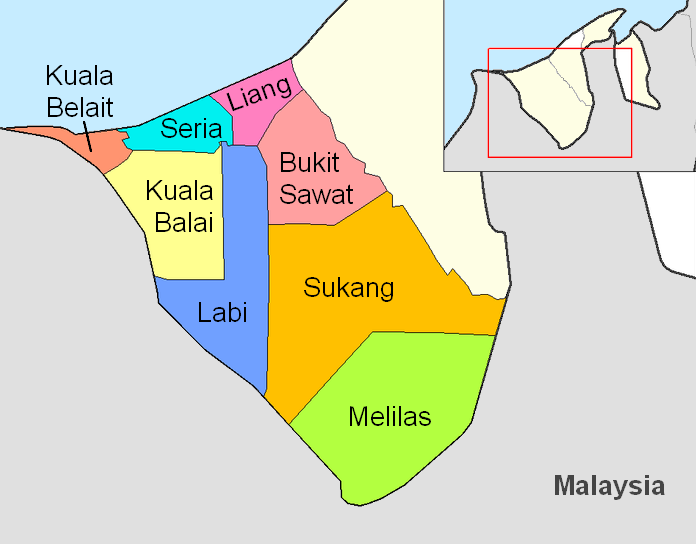
Bezirke in Belait

Sukang liegt im Süden des Distrikts Belait, er ist flächenmäßig einer der größten Bezirke. Im Norden grenzt er an Bukit Sawat, im Nordosten und Osten an Rambai im Distrikt Tutong, sowie auf kurzer Strecke auch an den Bundesstaat Sarawak von Malaysia, den der Mukim auch an der südwestlichen Grenze wieder berührt; im Süden schließt sich der Mukim Melilas an, sowie im Westen der Mukim Labi an.
| Nordwesten: Labi            | Norden: Bukit Sawat | Nordosten: Rambai Tutong   |
| Westen: Labi                |                     | Osten: Rambai Tutong       |
| Südwesten: Sarawak Malaysia | Süden: Melilas      | Südosten: Sarawak Malaysia |

Der Verwaltungsbezirk liegt im Hinterland von Brunei, wo dichter Tropischer Regenwald vorherrscht. Ein großer Teil des Mukim gehört zum Labi Forest Reserve. Südlich der Grenze in Sarawak erhebt sich das Massiv von Gunung Mulu und Mount Benarat. Eine der wenigen Erhebungen im Gebiet ist der Bukit Tunjang Pipit (mit 24 m ⊙).
Bedeutende Flüsse im Bezirk sind Sungai Pagang, Sungai Enjalatu, und Sungai Taong.

## Verwaltungsgliederung
Der Mukim Bukit Sawat besteht aus den Ortschaften:
- Kampong Apak-Apak
- Kampong Saud
- Kampong Buau
- Kampong Kukup
- Kampong Sukang
- Kampong Dungun
- Kampong Ambawang
- Kampong Biadong Tengah
- Kampong Biadong Ulu

Jede dieser Ortschaften hat einen eigenen Ortsvorstand (ketua kampung).